# 알렉산드르 포포프 (물리학자)

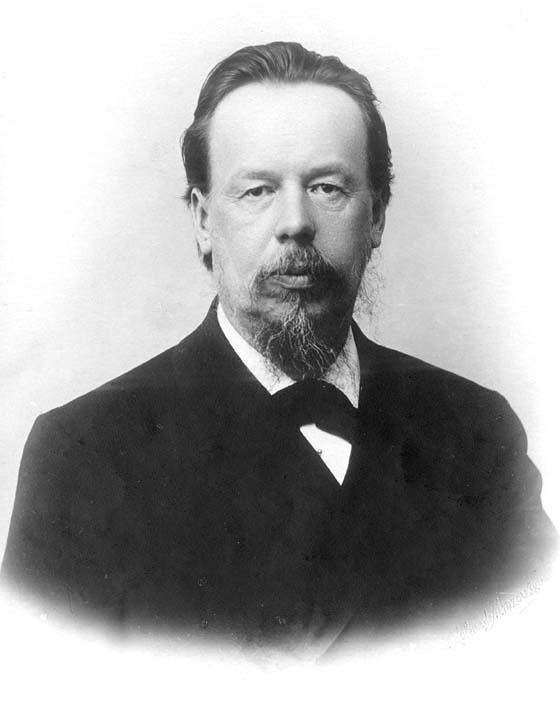
알렉산드르 포포프

알렉산드르 스테파노비치 포포프(러시아어: Александр Степанович Попов, 1859년 3월 16일(율리우스력 3월 4일) ~ 1906년 1월 13일(율리우스력 1905년 12월 31일))는 러시아의 물리학자, 무선 연구가이다. 무선 수신 장치를 발명한 최초의 사람들 가운데 한 사람이다.
포포프는 러시아 해군 학교에서 교사로 일하면서 고주파 전기 현상을 탐구하게 되었다. 1895년 5월 7일에는 자신이 만든 무선 번개 탐지기에 관한 논문을 발표했다. 이 날은 러시아에서 라디오의 날로 기념된다. 1896년 3월 24일에는 상트페테르부르크의 여러 캠퍼스 건물들 사이에 250m의 무선 신호를 전송하였다. 그의 연구는 또 다른 물리학자인 올리버 로지의 연구에 바탕을 두고 있으며 굴리엘모 마르코니의 연구와 동시에 이루어졌다.

## 생애 초반
포포프는 우랄산맥 지방의 크라스노투린스크에서 사제의 아들로 태어났다. 어린 시절부터 자연과학에 관심을 가졌다. 그의 아버지는 알렉산드르가 성직자가 되기를 원했고 그를 예카테린부르크의 신학교에 보냈다. 1877년에 상트페테르부르크 대학교에 입학하여 물리학을 전공하였다. 1882년에 대학교를 우등으로 졸업한 그는 대학에서 실험실 조수로 남아있었다. 1883년에는 코틀린섬 크론시타트에 있는 러시아 제국 해군 어뢰 학교에서 교사와 실험실장을 맡았다.

## 전파 수신기

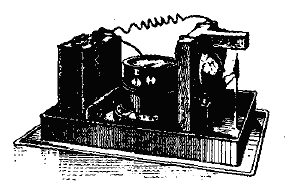
포포프의 전파 기반 낙뢰 탐지기 도면

포포프는 해군 학교에서 가르치는 임무와 함께 관련된 연구 분야를 추구했다. 그는 강철 선박의 전선 절연의 고장 문제를 해결하기 위해 노력했고 고주파 전류의 진동을 더 탐구하게 되었다. 그는 미국 시카고에서 열린 1893년 만국 박람회를 관람하면서 해당 분야의 다른 연구자들과 상의할 수 있게 되었고 전파와 관련된 새로운 분야에 대한 관심이 높아졌다.
포포프는 또한 6년 전에 독일의 물리학자인 하인리히 헤르츠의 전파 발견과 관련된 영국의 물리학자인 올리버 로지의 실험에 관한 1894년 기사를 읽었다. 1894년 6월 1일에 헤르츠가 사망한 이후에 영국의 물리학자인 올리버 로지가 헤르츠 실험에 대한 기념 강연을 했다. 그는 헤르츠파(전파)의 준광학적 특성에 대한 시연을 시작했고 최대 50m 거리에서 전파를 시연했다. 로지는 코히러라고 부르는 탐지기를 사용했는데 두 전극 사이에 금속 필라멘트가 들어 있는 유리관이었다. 안테나로부터 수신된 파동이 전극에 인가되면 코히러는 전도성이 되어 배터리로부터의 전류가 통과할 수 있게 되고 임펄스는 미러 갈바노미터에 의해 포착된다. 신호를 받은 이후에 코히러의 금속 줄은 수동으로 작동하는 진동기나 전송을 받을 때마다 울리는 근처의 테이블 위에 놓인 벨의 진동에 의해 재설정되어야 했다. 포포프는 낙뢰 탐지기로 사용될 수 있는 보다 민감한 전파 수신기를 설계하기 위해 작업을 시작했다.

### 작동 원리

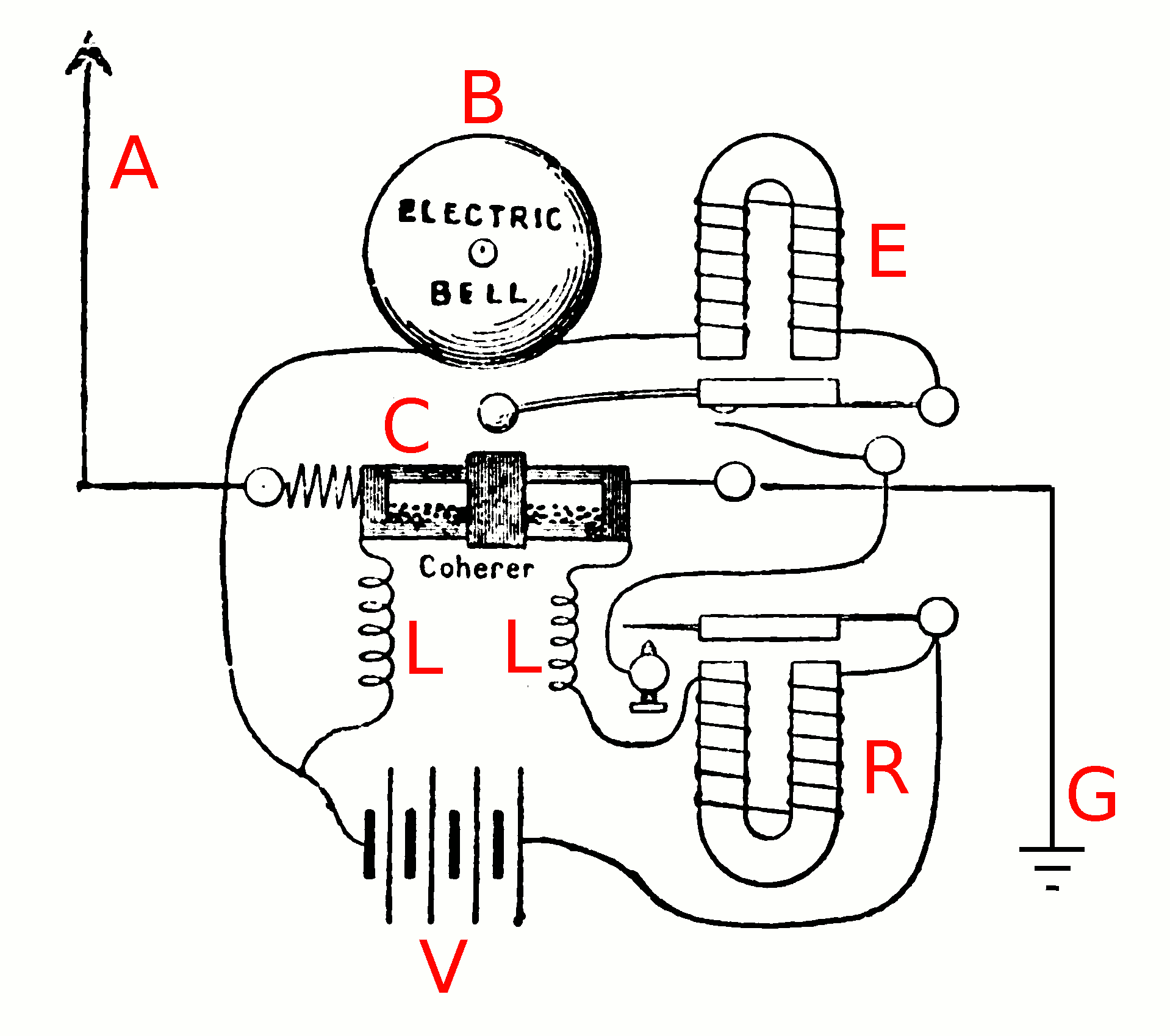
포포프의 낙뢰 탐지기 회로 구조

포포프의 낙뢰 탐지기에서 코히러(C)는 안테나(A)에 연결되었고 전기 벨(B)을 작동시키는 릴레이(R)와 배터리(V)가 있는 별도의 회로에 연결되었다. 낙뢰에 의해 발생한 무선 소음이 코히러에 켜지고 배터리에서 나오는 전류가 릴레이에 인가되어 접점이 닫히고 이 전류가 벨의 전자석(E)에 인가되어 암을 당겨 벨을 울린다. 포포프는 벨 암이 뒤로 튀어올라 코히러를 두드리는 "셀프 태핑" 코히러의 혁신적인 자동 재설정 기능을 추가하여 코히러를 수용 가능한 상태로 복원했다. 코히러의 리드에 있는 두 개의 초크(L)는 코히러를 가로지르는 무선 신호가 DC 회로를 통과함으로써 단락되는 것을 방지했다. 그는 수신기를 공중 높이 매달린 와이어 안테나(A)와 접지(G)에 연결했다. 안테나 아이디어는 피뢰침에 기반을 두었을 수 있으며 모노폴 와이어 안테나의 초기 사용이었다.

### 시연
1895년 5월 7일 포포프는 러시아 상트페테르부르크에 있는 러시아 물리화학회에 자신의 낙뢰 탐지기를 기술한 논문 《금속 분말과 전기 진동의 관계에 대하여》를 발표했다. 대부분의 동구권 소식통들은 포포프의 낙뢰 탐지기를 최초의 라디오 수신기로 간주하고 있으며 1945년부터 러시아 연방에서는 5월 7일을 "라디오의 날"로 기념하고 있다. 그러나 포포프가 그 자리에서 어떤 종류의 메시지를 보냈다는 증거는 없다. 1896년 3월 24일 물리화학회에서 최초로 모스 부호 메시지 "ГЕНРИХ ГЕРЦ"(러시아어로 "하인리히 헤르츠")가 250m 떨어진 송신기로부터 수신되어 학회 회장에 의해 칠판에 기록되었다는 기록이 있다. 1962년 역사학자 찰스 서스킨드는 포포프가 1896년 중반 이전에는 실제 무선 통신을 위해 전파를 사용하지 않았다고 결론지었다.
1895년에는 이탈리아의 발명가인 굴리엘모 마르코니가 헤르츠파에 기반한 무선 전신 시스템을 개발하기 시작했다. 1895년 중반까지 마르코니는 800m의 메시지를 전송했다. 그 후 그는 송신기와 수신기를 접지시키는 아이디어를 생각해냈고 1896년 중반에는 2,400m의 무선 메시지를 전송했다. 포포프와 마르코니의 초기 작업은 마르코니의 1896년 6월 특허 공개를 읽음으로써 포포프가 장거리 무선 전신 시스템을 개발하게 되었음에도 불구하고 서로의 시스템에 대한 지식 없이 이루어진 것으로 보인다.
1895년 12월 15일에는 그의 실험에 대한 논문인 "금속 분말과 전기 진동의 관계에 대하여"가 출판되었다. 그는 자신의 발명품에 대한 특허를 신청하지 않았다. 1895년 7월에는 상트페테르부르크 임업 연구소 건물 옥상에 그의 수신기와 사이펀 녹음기를 설치했다. 상트페테르부르크에서는 50km 범위에서 뇌우를 감지할 수 있었지만 그는 또한 그것의 통신 가능성을 알고 있었다. 1895년 5월 7일 회의에서 읽은 포포프의 논문은 "그러한 진동의 더 강력한 발생기가 발명되는 순간부터 고주파의 전기 진동에 의해 먼 거리에서 신호를 보내는 데 적용되기를 희망할 수 있다."라는 결론을 내렸다.
1896년 포포프의 발명품을 묘사한 기사가 《러시아 물리화학학회지》에 재인쇄되었다. 이는 포포프가 1896년 3월에 상트페테르부르크에 위치한 다른 캠퍼스 건물들 사이에 전파를 전송하는 데 영향을 미쳤다. 페테르스부르크. 1897년 11월에는 프랑스의 기업가인 외젠 뒤크레트가 자신의 실험실에서 무선 전신에 기반한 송신기와 수신기를 만들었다. 뒤크레트에 따르면 그는 포포프의 낙뢰 탐지기를 모델로 사용하여 그의 장치를 만들었다고 한다. 1898년까지 듀크레트는 포포프의 지시에 따라 무선 전신 장비를 제조했다. 동시에 포포프는 1898년에 6마일, 1899년에 30마일의 거리에 걸쳐 배와 해안 사이의 통신을 수행했다.

## 말년
1900년에는 포포프의 지시에 따라 고글란트섬에 러시아 제국 해군 기지와 아프락신 제독 해안방어함 승무원 사이에 무선 전신으로 양방향 통신을 제공하는 라디오 방송국이 설립되었다. 이 전함은 1899년 11월에 핀란드만 고글란트섬에서 좌초했다. 아프락신함 선원들은 즉각적인 위험에 처하지는 않았지만 핀란드만의 물은 얼기 시작했다. 악천후와 관료주의적 형식주의 때문에 1900년 1월까지 아프락신함 승무원들은 고글란트섬에 무선 방송국을 설립하기 위해 도착하지 않았다. 그러나 1900년 2월 5일에는 메시지가 안정적으로 수신되었다. 무선 메시지는 핀란드 해안의 퀴미(현재의 콧카)에서 약 25마일 떨어진 방송국을 통해 고글란트섬으로 중계되었다. 콧카는 러시아 제국 해군 본부와 연결된 전신선이 있는 고글란트섬에서 가장 가까운 지점이었기 때문에 무선 중계소의 위치로 선정되었다.
1900년 4월 말에 쇄빙선 예르마크호에 의해 아프락신함이 암초에서 풀려날 때까지 440건의 공식 전보 메시지가 고글란트섬 무선 기지국에 의해 처리됐다. 아프락신함 선원 구조 외에도 핀란드만 유빙에 좌초된 50명 이상의 핀란드 어부들이 무선 전신으로 보낸 조난 전보에 따라 쇄빙선 예르마크호에 의해 구조되었다. 포포프는 1901년에 전기 기술 연구소의 교수로 임명되었고 1905년에는 연구소의 소장으로 선출되었다. 포포프는 1906년 1월 13일에 뇌출혈로 인하여 향년 46세를 일기로 사망했다.

## 유산

### 라디오의 날
1945년에 소련이 포포프의 라디오 실험 50주년을 기념하기 위하여 5월 7일을 라디오의 날로 지정했다. 이 날은 러시아에서 포포프가 라디오를 발명했다고 주장하는 날이기도 하다. 그러나 역사학자들은 이 기념일이 역사적 증거보다는 냉전 시대의 정치 때문일 수도 있다고 지적한다. 러시아와 불가리아에서는 아직도 라디오의 날을 공식적으로 기념하고 있다.

### 명명
1979년에 소련의 천문학자인 류드밀라 주라블료바가 발견한 소행성인 3074 포포프는 그의 이름을 따서 명명되었다. 2011년 ITU 텔레콤 월드에서 이고리 쇼골레프 러시아 통신대중통신부 장관과 하마둔 투레 사무총장은 스위스 제네바에 위치한 국제전기통신연합(ITU) 본부에서 알렉산드르 스테파노비치 포포프 회의실을 열었다.